# 4501 Eurypylos
4501 Eurypylos este un asteroid descoperit pe 4 februarie 1989 de Eric Elst.